# Richard Avenarius

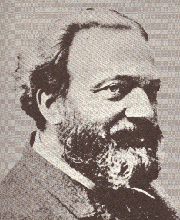
Richard Avenarius.

Richard Heinrich Ludwig Avenarius (París, 19 de noviembre de 1843 - Zúrich, 18 de agosto de 1896), filósofo positivista germano-suizo, uno de los formuladores junto con Ernst Mach de la filosofía del empiriocriticismo.

## Biografía
Era el hijo segundo del editor alemán Eduard Avenarius, por entonces director de la sucursal parisina de Brockhaus, y de Cecilia Wagner, hermana menor de Richard Wagner, que fue su padrino. Su hermano el poeta Ferdinand Avenarius (Avenarius F. ) tuvo un importante papel en la organización cultural Dürerbund y acaudilló movimientos de reforma de la cultura alemana. Avenarius estuvo en una Nicolaischule en Leipzig y estudió en Zúrich, Berlín y de nuevo en Leipzig, en cuya universidad se doctoró en filosofía en 1868 con una tesis sobre el panteísmo de Baruch Spinoza; obtuvo la habilitación en 1876; participó en la creación del Círculo Filosófico de Leipzig y trabajó como Privatdozent hasta 1877. Entonces marchó a la Universidad de Zúrich para enseñar filosofía y física inductiva en la misma hasta su muerte en 1896. Desde 1877 dirigió, en colaboración con Wilhelm Wundt y otros, la revista Vierteljahrsschrift für Wissenschaftliche Philosophie (Revista Trimestral de Filosofía Científica).

## Filosofía
Se le considera el fundador del empiriocriticismo, una teoría epistemológica similar a la de Mach. El objetivo de Avenarius es edificar una filosofía sobre la base de las ciencias rigurosas y que excluya toda metafísica. Propone como objetivo primario de la filosofía el desarrollo de un "concepto humano del mundo" que se funde en la experiencia pura, visto que el hombre y el mundo, según el autor, no son dos realidades separadas, sino que pertenecen a una sola experiencia. Entre las numerosas consecuencias de esta postura metodológica, Avenarius se arriesga a eliminar la contraposición entre el factor físico y el psíquico, dado que el objeto y el pensamiento devienen sólo formas diferentes de los mismos conjuntos de elementos. Avenarius ha tratado de justificar el pensamiento filosófico por medio de investigaciones de biólogos, de físicos y de psicólogos. 
Su filosofía puede formularse como un idealismo subjetivo; su pensamiento gira en torno al concepto de experiencia, que para él supera la contraposición entre conciencia y materia y entre lo psíquico y lo físico. Avenarius criticó la teoría materialista del conocimiento de Karl Vogt, que definió como una introyección, es decir, colocación de las imágenes del mundo exterior en la conciencia del individuo. Defendió la teoría de la «coordinación de principios» entre sujeto y objeto, o dependencia del segundo respecto al primero. Los escritos de Avenarius conocieron un gran éxito entre los intelectuales a comienzos del siglo XX, y especialmente en el medio estudiantil ruso antes de la Revolución de Octubre (Bazarov, Lunatcharsky, Valentinov, Bogdanov, etc.). Sin embargo Lenin, en su libro Materialismo y empiriocriticismo (1908), criticó la incoherencia de las ideas de Avenarius y su incompatibilidad con los hechos de las ciencias naturales.

## Trascendencia
En Grundriss der Psychologie (1895), el psicólogo Oswald Külpe se funda en el pensamiento de Richard Avenarius para establecer que el dominio de estudio de la Psicología concierne a las experiencias personales de los sujetos. Cuando estudiaba en Berna en 1902, Albert Einstein formó un grupo de discusión filosófica que estudiaba en especial las obras de Avenarius; las tesis de este han influido en numerosos filósofos y psicólogos como Ernst Mach, Alexander Bogdanov, Wilhelm Wundt, James Ward, Karl Pearson, Thomas Henry Huxley o Joseph Petzoldt. En La inmortalidad de Milan Kundera, el profesor Avenarius está inspirado en Richard Avenarius.

## Obras
La obra principal de Avenarius es Kritik der reinen Erfahrung (Crítica de la experiencia pura, 1888-1890); en El concepto humano del mundo (1891), se vio influido por las ideas de Ernst Mach, Ber Borochov y William James